# Plectorhinchus flavomaculatus
Plectorhinchus flavomaculatus es una especie de peces de la familia Haemulidae en el orden de los Perciformes.

## Morfología
Los machos pueden llegar alcanzar los 60 cm de longitud total.

## Distribución geográfica
Se encuentra desde el Mar Rojo hasta Transkei (Sudáfrica), Papúa Nueva Guinea, el sur del Japón y Australia ( Australia Occidental y Nueva Gales del Sur ).